# Paul Beck Goddard
Paul Beck Goddard (* 26. Januar 1811 in Baltimore; † 3. Juli 1866 in Philadelphia) war ein US-amerikanischer Arzt und Foto-Pionier.
Ab Dezember 1839 arbeitete er mit Robert Cornelius an der Verbesserung des Daguerreotypie-Prozesses. Er entdeckte, dass Brom in Kombination mit Jod den Prozess beschleunigt.
Um 1843 war er Demonstrator der Anatomie an der University of Pennsylvania. Ein Kollege war Dr. Robert Hare.
1840 wurde er zum Mitglied der American Philosophical Society gewählt.

## Schriften
- Plates of the arteries, with references: for the use of medical students; 1839
- The Dissector: Or Practical and Surgical Anatomy; 1843
- A system of human anatomy, general and special; 1843 (Online)
- The anatomy, physiology, and pathology of the human teeth with the most approved methods of treatment including operations and the method of making and setting artifical teeth with thirty plates; 1844
- A practical treatise on the diseases peculiar to women; 1848 (Online) ISBN 978-0-217-15506-9